# Insigna „10 ani de la mișcarea de eliberare a femeilor din RMN”

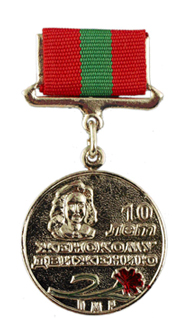
Insigna "10 ani de la mişcarea de eliberare a femeilor din RMN"

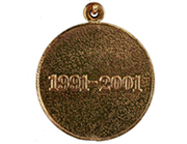
Reversul insignei "10 ani de la mişcarea de eliberare a femeilor din RMN"

Insigna "10 ani de la mișcarea de eliberare a femeilor din RMN" (în rusă Нагрудный знак "10 лет женскому движению Приднестровской Молдавской Республики") este una dintre decorațiile jubiliare ale auto-proclamatei Republici Moldovenești Nistrene. Ea a fost înființată prin decret al președintelui RMN, Igor Smirnov, din anul 2001.

## Statut
1. Insigna "10 ani de la mișcarea de eliberare a femeilor din RMN" este insigna aniversară a organizației publice "Femeile Transnistriei". 
2. Cu Insigna "10 ani de la mișcarea de eliberare a femeilor din RMN" sunt decorate membrele organizațiilor de femei din Republica Moldovenească Nistreană, care au avut o contribuție importantă la crearea, apărarea și dezvoltarea Republicii Moldovenești Nistrene.
3. Propunerea pentru decorarea cu insigna "10 ani de la mișcarea de eliberare a femeilor din RMN" se face pe bază de liste, prezentate de către liderele organizațiilor publice republicane de femei și alcătuite împreună cu șefii administrațiilor de stat și cu președinții Sovietelor raionale și orășenești de Deputați ai Poporului și se avizează de președintele Republicii Moldovenești Nistrene.
Cu Insigna "10 ani de la mișcarea de eliberare a femeilor din RMN" pot fi decorați și cetățeni străini, care au avut o contribuție importantă la crearea, construirea și dezvoltarea Republicii Moldovenești Nistrene.
4. Insigna "10 ani de la mișcarea de eliberare a femeilor din RMN" se poartă pe partea dreaptă a pieptului și este aranjată după Insigna "Asistență internațională".

## Descriere
Insigna "10 ani de la mișcarea de eliberare a femeilor din RMN" este rotundă, cu diametrul de 32 mm și confecționată din aliaj cupru-nichel. În cerc are o margine cu lățimea de 0,5 mm. În partea stângă sus a aversului medaliei se află gravată în relief imaginea chipului unei femei. În partea de mijloc este o inscripție pe patru linii: "10 лет женскому движению". Imaginea stilizată a unei garoafe este situată sub inscripție, în partea de jos a medaliei. Sub această imagine se află abrevierea "ПМР".
Suprafața medaliei este granulată în relief. Toate inscripțiile sunt convexe. Imaginea florii de garoafă este cioplită în medalie, înconjurată de o margine convexă, întreaga ei suprafață fiind acoperită cu un smalț roșu. Tulpina și frunzele garoafei sunt gravate pe medalie și acoperite cu un smalț verde.
Suprafața reversului medaliei este granulată în relief și are margine. În mijlocul cercului se află inscripția pe o linie: "1991-2001". Înălțimea numerelor este de 4 mm.
Medalia este prinsă printr-o ureche de un cadru metalic rectangular, având dimensiunile de 27 x 18  mm. Cadrul este acoperit de o bandă de mătase lucioasă cu lățimea de 24 mm, având culorile steagului național al Republicii Moldovenești Nistrene, astfel: benzile roșii au 9 mm, iar banda verde 9 mm. Pe reversul panglicii se află o agrafă pentru prinderea decorației de haine.